# 重複
| ウィキペディアには「重複」という見出しの百科事典記事はありません（タイトルに「重複」を含むページの一覧/「重複」で始まるページの一覧）。 代わりにウィクショナリーのページ「重複」が役に立つかもしれません。 |